# Antonio Prohías
Antonio Prohías  (Cienfuegos, Cuba, 17 de enero de 1921-Miami, Estados Unidos, 24 de febrero de 1998) fue un caricaturista cubano. Recordado por ser el autor de la tira cómica Spy vs. Spy (1961-1990) para la revista MAD.

## Carrera
A fines de la década de 1940 comenzó a trabajar como caricaturista en el periódico El Mundo. Entre sus tiras cómicas destacan El Hombre Siniestro, La Mujer Siniestra, Tovarich, El diplomático, Erizo y Oveja negra, que fueron publicadas mayormente en Cuba. Ya para fines de la década de 1950, era el presidente de la Asociación de Caricaturistas de Cuba y  considerado como un caricaturista político reconocido internacionalmente. 
Con el triunfo de la Revolución cubana, y siendo opositor al nuevo régimen, decidió abandonar Cuba el 1° de mayo de 1961 y mudarse a Nueva York con su hija Marta. Sin saber inglés, su hija lo ayudó como traductora cuando se dirigió a la revista MAD para buscar un trabajo allí. Encontrándose sin dinero, tuvo que trabajar en una fábrica de ropa por las noches para mantenerse.
Pronto fue contratado por MAD, comenzando con su más famosa caricatura Spy vs. Spy, que en un comienzo tuvo un sentido político contrarrevolucionario hacia el gobierno de Cuba, correspondiente a la llamada Guerra Fría, pero que siguiendo el estilo de humor negro de MAD, se fue transformando en una tira cómica que reflejaba las confrontaciones entre Estados Unidos y la Unión Soviética y posteriormente en una popular tira de humor negro. Aparte de Spy vs. Spy, Prohías también aportó con aproximadamente 270 otras contribuciones. Siguió trabajando en MAD hasta su retiro en 1990, por enfermedad. Su retiro no significó el fin de Spy vs. Spy, la que siguió siendo dibujada por George Woodbridge, Bob Clarke y Duck Edwing (1988), Dave Manak en la década de 1990, y desde 1997 por Peter Kuper.
Falleció a los 77 años de edad en Miami, y se encuentra sepultado en el cementerio y mausoleo Caballero Rivero Woodlawn North Park de la misma ciudad.
Ganó seis veces el premio Juan Gualberto Gomez (el premio más prestigioso de la caricatura en Cuba).